# 2018年平昌オリンピックのレバノン選手団
2018年平昌オリンピックのレバノン選手団（2018ねんピョンチャンオリンピックのレバノンせんしゅだん）は、2018年2月9日から25日まで大韓民国江原道平昌で開催された2018年平昌オリンピックのレバノン選手団の名簿、及びその競技結果。

## 選手団
- 人員: 選手 3人
- 開会式旗手: サメル・タウク

## 種目別選手・スタッフ名簿及び成績

### アルペンスキー
- アレン・ベフロク
  - （男子大回転）2:52.13、71位
  - （男子回転）途中棄権
- ナタシャ・モフバト（女子回転）2:12.04、52位

### クロスカントリースキー
- サメル・タウク（男子15kmフリー）47:03.4、109位